# 1955 في نيوزيلندا
فيما يلي قوائم الأحداث التي وقعت خلال عام 1955 في نيوزيلندا.

## رياضة
- 1 يناير – كأس نيوزيلندا 1955 الفائز Western A.F.C. [الإنجليزية]‏.

## مواليد

### يناير
- 1 يناير – إليزابيث تومسون رسامة نيوزيلندية.
- 1 يناير – باولا غرين شاعرة نيوزيلندية.
- 1 يناير – ديان روث بيتيس
- 1 يناير – ديفيد هاميلتون ملحن نيوزيلندي.
- 1 يناير – سيمون غريغ
- 1 يناير – غرانت ميجر
- 1 يناير – غرايم هارت رائد أعمال نيوزيلندي.
- 1 يناير – كاثرين هيلي ناشطة نيوزيلندية.
- 19 يناير – إدي دان لاعب رغبي نيوزيلندي.

### فبراير
- 13 فبراير – فيليب ميلز منافِس أوليمبي نيوزيلندي.

### مارس
- 4 مارس – ديفيد جاكسون ملاكم نيوزيلندي.
- 23 مارس – لويد جونز كاتب نيوزيلندي.
- 31 مارس – روبرت فانس لاعب كركيت نيوزيلندي.

### أبريل
- 9 أبريل – تيموثي هايد
- 24 أبريل – بيل أوسبورن لاعب رغبي نيوزيلندي.

### مايو
- 12 مايو – غاري كونينغهام لاعب رغبي نيوزيلندي.
- 27 مايو – جوك إدواردز لاعب كركيت نيوزيلندي.

### يونيو
- 1 يونيو – لورين مولر عداءة مسافات طويلة نيوزيلندية.
- 18 يونيو – ديف رودجر مُجدّف نيوزيلندي.

### يوليو
- 31 يوليو – مايك داي

### أغسطس
- 14 أغسطس – جون كوتس سبّاح نيوزيلندي.

### سبتمبر
- 11 سبتمبر – ستيفن سكوت لاعب رغبي نيوزيلندي.
- 11 سبتمبر – هيلين أندرسون

### أكتوبر
- 1 أكتوبر – هيو فيشر
- 4 أكتوبر – دين سورنسن لاعب دوري رغبي نيوزيلندي.
- 16 أكتوبر – دينيس فيني
- 27 أكتوبر – جون إيدن منافِس أوليمبي نيوزيلندي.

### نوفمبر
- 6 نوفمبر – مارك دونالدسون لاعب اتحاد رغبي نيوزيلندي.
- 11 نوفمبر – كينيث يونغ

### ديسمبر
- 23 ديسمبر – واين مارتن

## وفيات

### مارس
- 19 مارس – إيفلين بلفور (مواليد 1895) ممثلة بريطانية.

### مايو
- 28 مايو – ويليام كامينغز (مواليد 1889)

### سبتمبر
- 4 سبتمبر – ويليام كارسون (مواليد 1866) لاعب كريكت نيوزلندي.
- 21 سبتمبر – ريتشارد إيدي (مواليد 1882) سياسي نيوزيلندي.

### ديسمبر
- 10 ديسمبر – فرد نيوتن (مواليد 1881) لاعب اتحاد رغبي نيوزيلندي.